# 科爾吉紐
19°49′55″S 54°49′44″W / 19.83194°S 54.82889°W
科爾吉紐（葡萄牙語：Corguinho），是巴西的城鎮，位於該國西部，由南馬托格羅索州負責管轄，始建於1953年12月11日，面積2,641平方公里，海拔高度320米，2011年人口4,959，人口密度每平方公里1.88人。